# Philippe Alliot
Philippe René Gabriel Alliot (* 27. Juli 1954 in Chartres) ist ein ehemaliger französischer Rennfahrer, der unter anderem in der Formel 1 und bei Sport- und Tourenwagenrennen startete.

## Karriere
Zwischen 1975 und 1978 hatte Alliot seine ersten Einsätze im Monoposto: er fuhr in der Formel Renault in Frankreich. 1978 konnte er hier den Meistertitel gewinnen.
1979 wechselte Alliot in die Formel 3 und nahm bis 1982 an der Europameisterschaft mit Gaststarts in Frankreich, in Großbritannien und in Deutschland teil. Sein bestes Ergebnis war der zweite Platz in Monaco in der Saison 1982 mit Oreca-Martini-Alfa Romeo. Im Jahr 1983 gelang ihm der Aufstieg in die Formel-2-Europameisterschaft. Oreca setzte hier unter der Bezeichnung BMW France einen Martini 001 mit BMW-Motor ein.

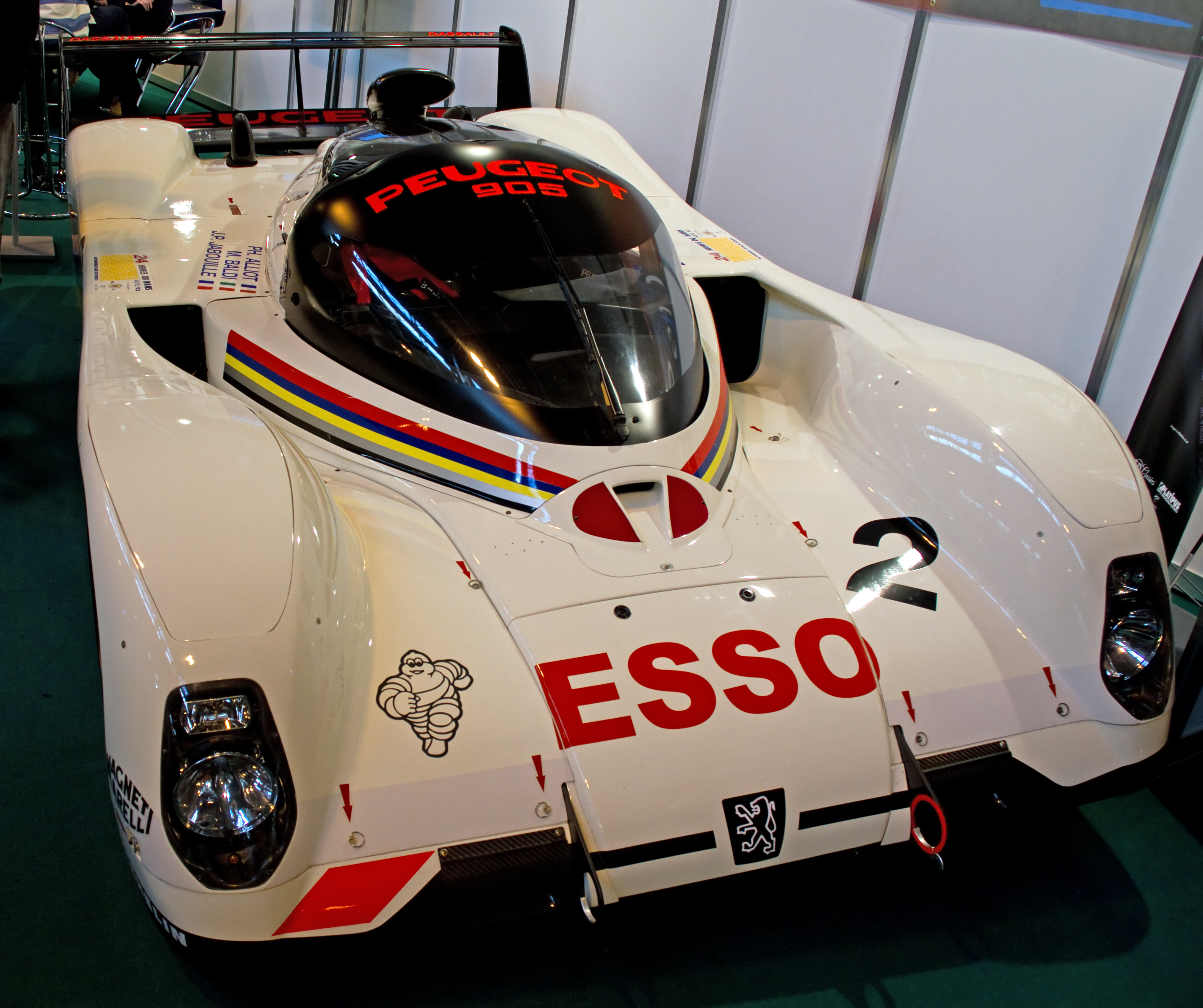
Mit einem Peugeot 905 Evo 1 wurde Alliot 1992 und 1993 jeweils Dritter beim 24-Stunden-Rennen von Le Mans

Sein Formel-1-Debüt hatte Alliot 1984 beim Großen Preis von Brasilien für das britische Team RAM Racing. Seine Zeit beim unterlegenen RAM-Team war wenig erfolgreich. In den Jahren 1985 und 1986 startete er außerdem in der Formel-3000-Europameisterschaft, bis er bei Ligier eine weitere Chance in der Formel 1 bekam.
Alliot startete zwischen 1984 und 1994 109-mal bei Formel-1-Rennen und erreichte dabei sieben WM-Punkte. Seine beste Platzierung war ein fünfter Platz beim Großen Preis von San Marino in der Saison 1993. In der Fahrerwertung war der 17. Platz in den Saisons 1987 und 1993 sein bestes Ergebnis. Vier Jahre lang fuhr Alliot dabei für das Team Larrousse, an dessen Gründung er in einer frühen Phase Anteil hatte: Alliot hatte den späteren Teamchef Gérard Larrousse mit dem Unternehmer Didier Calmels bekannt gemacht, der sich finanziell an dem Projekt beteiligte und damit den Aufbau des Rennstalls erst möglich machte.
Alliot war zehn Mal beim 24-Stunden-Rennen von Le Mans am Start: 1981, 1982, 1983, 1986, 1990, 1991, 1992, 1995, 1996 und 2003.
In den Jahren 1991 und 1992 belegte er bei der Sportwagen-Weltmeisterschaft mit Peugeot jeweils den 3. Platz. 1995 fuhr er seinen Peugeot-405-Tourenwagen in Frankreich mit 53 Punkten auf den achten Platz.
1998 startete er bei der Rallye Dakar. Von 1999 bis 2004 fuhr Alliot in der GT-Meisterschaft in Frankreich für BMW, Ferrari und zuletzt Chrysler. Dabei war seine beste Platzierung der Titelgewinn in der N-GT Klasse 2001 mit dem JMB Ferrari 360. Sporadisch beteiligte er sich im Jahr 2003 auch an der FIA-GT-Meisterschaft mit dem Force One Chrysler Viper GTS-R. Im gleichen Jahr war er außerdem als Testfahrer für das Team Force One Carsport Pagani Zonda aktiv.

## Statistik

### Le-Mans-Ergebnisse
| Jahr | Team                    | Fahrzeug              | Teamkollege           | Teamkollege           | Platzierung | Ausfallgrund  |
| ---- | ----------------------- | --------------------- | --------------------- | --------------------- | ----------- | ------------- |
| 1981 | BMW France              | BMW M1                | Bernard Darniche      | Johnny Cecotto        | Rang 16     |               |
| 1983 | Porsche Kremer Racing   | Porsche 956           | Mario Andretti        | Michael Andretti      | Rang 3      |               |
| 1986 | John Fitzpatrick Racing | Porsche 962C          | Paco Romero           | Michel Trollé         | Rang 10     |               |
| 1990 | Porsche Kremer Racing   | Porsche 962CK         | Patrick Gonin         | Bernard de Dryver     | Rang 16     |               |
| 1991 | Peugeot Talbot Sport    | Peugeot 905           | Mauro Baldi           | Jean-Pierre Jabouille | Ausfall     | Motorschaden  |
| 1992 | Peugeot Talbot Sport    | Peugeot 905 Evo 1     | Mauro Baldi           | Jean-Pierre Jabouille | Rang 3      |               |
| 1993 | Peugeot Talbot Sport    | Peugeot 905 Evo 1 Bis | Mauro Baldi           | Jean-Pierre Jabouille | Rang 3      |               |
| 1995 | GTC Gulf Racing         | McLaren F1 GTR        | Pierre-Henri Raphanel | Lindsay Owen-Jones    | Ausfall     | Unfall        |
| 1996 | Courage Compétition     | Courage C36           | Didier Cottaz         | Jérôme Policand       | Ausfall     | Unfall        |
| 2003 | Courage Compétition     | Courage C65           | David Hallyday        | Carl Rosenblad        | Ausfall     | Ventilschaden |

### Einzelergebnisse in der Sportwagen-Weltmeisterschaft
| Saison | Team                  | Rennwagen         | 1   | 2   | 3   | 4   | 5   | 6   | 7   | 8   | 9   | 10  | 11  | 12  | 13  | 14  | 15  |
| ------ | --------------------- | ----------------- | --- | --- | --- | --- | --- | --- | --- | --- | --- | --- | --- | --- | --- | --- | --- |
| 1981   | BMW France Belga Team | BMW M1 Ford Capri | DAY | SEB | MUG | MON | RIV | SIL | NÜR | LEM | PER | DAY | WAT | SPA | MOS | ROA | BRH |
| 1981   | BMW France Belga Team | BMW M1 Ford Capri |     |     |     |     |     |     |     | 16  |     |     |     | DNF |     |     |     |
| 1983   | Kremer Racing         | Porsche 956       | MON | SIL | NÜR | LEM | SPA | FUJ | KYA |     |     |     |     |     |     |     |     |
| 1983   | Kremer Racing         | Porsche 956       |     |     |     | 3   |     | DNF |     |     |     |     |     |     |     |     |     |
| 1986   | Fitzpatrick Racing    | Porsche 962       | MON | SIL | LEM | NÜN | BRH | JER | NÜR | SPA | FUJ |     |     |     |     |     |     |
| 1986   | Fitzpatrick Racing    | Porsche 962       | 10  |     |     |     |     |     |     |     |     |     |     |     |     |     |     |
| 1991   | Peugeot Sport         | Peugeot 905       | SUZ | MON | SIL | LEM | NÜR | MAG | MEX | AUT |     |     |     |     |     |     |     |
| 1991   | Peugeot Sport         | Peugeot 905       | 1   | 8   | 6   | DNF | DNF | 2   | 2   | 4   |     |     |     |     |     |     |     |
| 1992   | Peugeot Sport         | Peugeot 905       | MON | SIL | LEM | DON | SUZ | MAG |     |     |     |     |     |     |     |     |     |
| 1992   | Peugeot Sport         | Peugeot 905       | DNF | DNF | 3   | 1   | 3   | 1   |     |     |     |     |     |     |     |     |     |